# Nikolai Pankin
Nikolai Ivanovich Pankin (en ruso: Николай Иванович Панкин; Unión Soviética, 2 de enero de 1949-Múrom, Rusia; 13 de octubre de 2018) fue un nadador soviético especializado en pruebas de estilo braza, donde consiguió ser medallista de bronce olímpico en 1968 en los 100 metros.

## Carrera deportiva

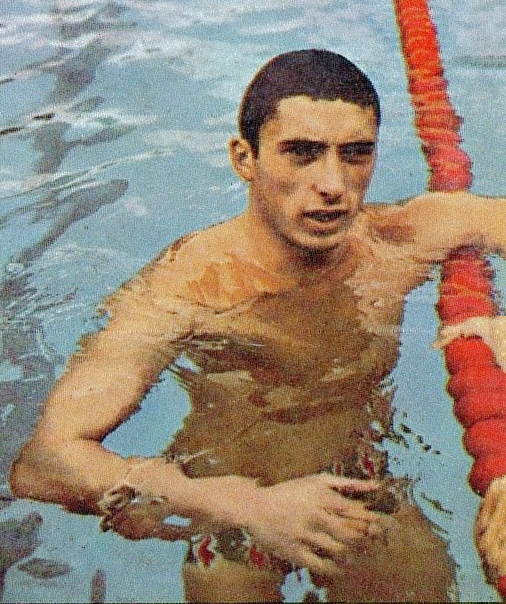
Pankin en 1972

Compitió en los Juegos Olímpicos en 1968, 1972 y 1976 en los 100 y 200 metros estilo pecho y 4x100 combinado. En los Juegos Olímpicos de México 1968 ganó la medalla de bronce en los 100 metros braza, con un tiempo de 1:08.0 tras el estadounidense Don McKenzie y el también soviético Vladimir Kosinsky. En los mismos juegos perdió el bronce en los 200 metros. También nadó la semifinal para el equipo soviético combinado ganando la medalla de bronce. Pankin tuvo poco éxito en los juegos olímpicos de 1972 y 1976, finalizando fuera del podio en el nado combinado.
En los campeonatos europeos entre 1970 y 1974, ganó una medalla en cada una de las pruebas en que participó. Su última medalla internacional fue de bronce en los 200 metros de pecho en el Campeonato mundial de 1975, celebrado en la ciudad colombiana de Cali.
Durante su carrera, tuvo cuatro récords mundiales, dos en los 100 metros (1-06.2 en 1968 y 1:05.8 in 1969) y dos en los 200 metros (2:26.5 y 2:25.4 en 1969). En competiciones nacionales soviéticas, ganó 14 títulos, en los 100 m (1969, 1971, 1974-75), 200 m (1969, 1971, 1972, 1974-75) y en nado combinado (1965, 1969, 1973 y 1975).
Se retiró después de los Juegos Olímpicos en 1976 y comenzó una larga carrera como entrenador de natación en Moscú. Entre sus discípulos está Dmitry Volkov.

## Muerte
Falleció el 13 de octubre de 2018.